# Абраменко Євгеній Сергійович
Євге́н Сергі́йович Абра́менко (біл. Яўге́н Сярге́евіч Абра́менка нар. 26 лютого 1987 , Вітебськ, Білорусь) — білоруський біатлоніст,  учасник Олімпійських ігор, чемпіонатів світу та етапів кубка світу з біатлону. Чемпіон світу з біатлону серед юніорів 2007 року

## Виступи на Олімпійських іграх
| Рік  | Місце проведення | Інд | Спр | Пр | МС | Ест |
| 2010 | Ванкувер         | 58  | 49  | 40 |    | 11  |

## Виступи на чемпіонатах світу
| Рік  | Місце проведення     | Інд | Спр | Пр | МС | Ест | ЗМ |
| 2009 | Пхьончхан            |     | 85  |    |    | 19  |    |
| 2011 | Ханти-Мансійськ      | 26  | 86  |    |    | 13  | 10 |
| 2012 | Рупольдинг           | 49  |     |    |    | 11  | 6  |
| 2013 | Нове Место-на-Мораві |     | 64  |    |    | 15  | 11 |

## Кар'єра в Кубку світу
Першим роком Євгена в біатлоні був 1998 рік, а починаючи з 2005 року він почав виступати за національну збірну Білорусі з біатлону.
- Дебют в кубку світу — 3 грудня 2008 року в індивідуальній гонці в Естерсунді — 73 місце.
- Перше попадання в залікову зону — 11 березня 2009 року в індивідуальній гонці у Ванкувері — 40 місце.

## Загальний залік в Кубку світу
- 2008-2009 — 107-е місце (1 очко)
- 2009-2010 — 70-е місце (51 очко)
- 2010-2011 — 52-е місце (113 очок)
- 2011-2012 — 87-е місце (18 очок)
- 2012-2013 — 79-е місце (21 очко)

## Статистика стрільби
| № п/п | Сезон     | Загальна        | Індивідуальна гонка | Спринт         | Гонка переслідування | Мас-старт  | Естафета      |
| ----- | --------- | --------------- | ------------------- | -------------- | -------------------- | ---------- | ------------- |
| 1     | 2008-2009 | 76,4% (178/233) | 83,3% (50/60)       | 73,3% (66/90)  | 70,0% (14/20)        | 0,0% (0/0) | 76,2% (48/63) |
| 2     | 2009-2010 | 82,3% (181/220) | 85,0% (51/60)       | 78,3% (47/60)  | 85,0% (34/40)        | 0,0% (0/0) | 81,7% (49/60) |
| 3     | 2010-2011 | 82,8% (207/250) | 86,3% (69/80)       | 80,0% (64/80)  | 85,0% (34/40)        | 0,0% (0/0) | 80,0% (40/50) |
| 4     | 2011-2012 | 79,1% (258/326) | 81,7% (49/60)       | 81,3% (65/80)  | 76,0% (76/100)       | 0,0% (0/0) | 79,1% (68/86) |
| 5     | 2012-2013 | 82,6% (247/299) | 95,0% (38/40)       | 81,0% (81/100) | 73,8% (59/80)        | 0,0% (0/0) | 87,3% (69/79) |